# Trypanidius dimidiatus
Trypanidius dimidiatus är en skalbaggsart som beskrevs av Thomson 1860. Trypanidius dimidiatus ingår i släktet Trypanidius och familjen långhorningar. Inga underarter finns listade i Catalogue of Life.